# Podul Michelangelo (Timișoara)
Die Brücke Podul Michelangelo (deutsch Michelangelobrücke) liegt in der westrumänischen Stadt Timișoara und überquert die Bega. Sie verbindet den I. Bezirk Cetate mit dem III. Bezirk Elisabetin. Die Brücke liegt im Westen des Wasserkraftwerks Timișoara und ist hiervon 3,02 Kilometer entfernt. Über sie wird motorisierter Individualverkehr sowie Oberleitungsbusverkehr geführt.

## Geschichte
Die Brücke wurde 1970 erbaut und ist die jüngste und breiteste Brücke der Stadt. In den 1940er Jahren bestand an dieser Stelle noch eine Holzbrücke. Die Stadtverwaltung entschied sich 1964 für einen Neubau. Namensgebend war der italienische Maler, Bildhauer, Architekt und Dichter Michelangelo.